# Buellia bolacina
Buellia bolacina är en lavart som beskrevs av Tuck. Buellia bolacina ingår i släktet Buellia och familjen Physciaceae.   Inga underarter finns listade i Catalogue of Life.